# Escherichia coli O157:H7
Escherіchіa colі O157:H7 (STEC O157) — энтерогеморрагический штамм бактерии Escherichia coli; частая причина пищевых отравлений.
По оценкам, каждый год происходит около 73 тыс. случаев заражений этой инфекцией и 61[уточнить] смерти только в США, хотя такие отравления более часты в менее развитых странах. Инфекция часто приводит к кровавой диарее и иногда к почечной недостаточности. Большинство случаев болезни связаны с употреблением недожаренной или неправильно приготовленной пищи, особенно загрязнённой говядины. Болезнь передается также от человека к человеку при контакте, особенно при использовании той же посуды, при потреблении непастеризованного молока или заражённой воды. Вспышка болезни в 2006 году в США была связана с заражением большого количества шпината этим штаммом. Энтерогеморрагический штамм Escherichia coli 0157:H7 в 1993 году вызвал гибель нескольких детей в США.

## Клиника
Пища, вызывающая заражение штаммом: недостаточно термически обработанное мясо, непастеризованное молоко и соки, сырые фрукты и овощи (напр., спаржа), салями, приправы к салату, загрязнённая вода, лук.
Инкубационный период длится 1—8 дней.
Инфекция проявляется в виде геморрагического поноса (возможен и обычный), приступобразными острыми резями в животе, при повышенной или нормальной температуре. В некоторых случаях болезнь может протекать без симптомов. Длительность болезни 5—10 дней.

## Лабораторные исследования
Диагностика E. coli O157:H7 при посеве кала требует проведения специального анализа. Основная сложность заключается в том, чтобы выделить именно этот штамм на фоне огромного количества E. coli безвредных серотипов, в норме присутствующих в фекалиях. Для дифференциальной диагностики была использована неспособность E. coli O157:H7 ферментировать сорбитол, и была разработана специальная среда для роста (CT-SMAC), на которой колонии обычных серотипов E. coli имеют ярко выраженный красный цвет, в то время как колонии O157 — прозрачные. Положительные изоляты нужно направить в лаборатории санэпиднадзора РФ для подтверждения и типирования методами ПЦР.

## Лечение
Поддерживающие меры, тщательное наблюдение за почечной функцией, гемоглобином и тромбоцитами. Исследования указывают, что антибиотики могут быть вредными. Инфекция E. coli O157:H7 также ассоциируется с гемолитикоуремическим синдромом, который может причинить пожизненные осложнения.
Всего с 2000 года по 2006 год в США было зарегистрировано 3464 случая инфекции, вызванной STEC O157; у 218 человек (6,3 %) развился гемолитико-уремический синдром (ГУС). Наиболее часто развитие гемолитико-уремического синдрома отмечалось на фоне STEC O157-инфекции у детей до 5 лет (15,3 %).
Уровень летальности составил 0,6 % у всех пациентов с инфекцией, вызванной STEC O157, и 4,6 % у пациентов, у которых развился ГУС. Независимо от того, развился гемолитико-уремический синдром у пациента или нет, наибольший уровень летальности от инфекции, вызванной штаммами Escherichia coli O157:H7, был зарегистрирован у пациентов в возрасте 60 лет и старше.
Так, 12 пациентов (3,1 %) из 390 человек в возрасте 60 лет и старше погибли от инфекции, вызванной STEC O157, включая 5 пациентов (33,3 %) из 15 человек с ГУС и 7 пациентов (1,9 %) без ГУС. В группе детей в возрасте до 5 лет случаи летального исхода были зарегистрированы у 4 пациентов (3,0 %) среди больных, у которых развился ГУС, и у 2 пациентов (0,3 %) без ГУС. Как оказалось, повышенный риск развития ГУС после инфекции, вызванной штаммами E. coli O157:H7, отмечался у детей младшего возраста и у женщин.
Таким образом, проведённое эпидемиологическое исследование подтверждает рекомендации по ранней и максимально активной тактике ведения детей младшего возраста и пожилых пациентов при возникновении у них инфекции, вызванной штаммами Escherichia coli O157:H7.